# 埃尔佩尔迪贡
埃尔佩尔迪贡，是西班牙卡斯蒂利亚-莱昂萨莫拉省的一个市镇。 总面积51平方公里，总人口785人（2001年），人口密度15人/平方公里。